# Чеховка (Черкасская область)
Чеховка (укр. Чехівка) — село в Чернобаевском районе Черкасской области Украины.
Население по переписи 2001 года составляло 524 человека. Почтовый индекс — 19933. Телефонный код — 4739.

## Местный совет
19932, Черкасская обл., Чернобаевский р-н, с. Крутьки, ул. Устименка, 140